# Daniel Johnson (młodszy)
Daniel Johnson młodszy (ur. 24 grudnia 1944 w Montrealu) – polityk kanadyjski, premier prowincji Quebec z ramienia Liberalnej Partii Quebecu.

## Zarys biografii
Daniel Johnson urodził się 24 grudnia 1944 w Montrealu. Ojcem jego był Daniel Johnson (starszy), współtwórca i lider Unii Narodowej, dwukrotny premier prowincji. Także brat Daniela, Pierre-Marc Johnson, został na krótko premierem prowincji w 1985.
Daniel Johnson ukończył studia na wydziale prawa Uniwersytetu w Montrealu, a następnie studiował ekonomię i administrację na Harvardzie. Po zakończeniu studiów rozpoczął pracę w Power Corporation of Canada, awansując w 1978 na stanowisko wicedyrektora przedsiębiorstwa. Kontynuując rodzinną tradycję, zaangażował się w politykę, wybrał jednak odmienną partię niż ojciec, dołączając do liberałów. Do Zgromadzenia Narodowego Quebecu został wybrany w 1981. Został jednym z najbliższych współpracowników Roberta Bourassy, a po jego rezygnacji w 1994 przejął kierownictwo partii i stanowisko premiera. Wobec wzrostu sentymentów separatystycznych w Quebecu, partia liberalna kierowana przez Johnsona straciła władzę w wyniku przegranych wyborów w 1994. Od tego momentu do 1998, kiedy to przekazał kierownictwo partii swemu następcy Jeanowi Charestowi, stał na czele opozycji parlamentarnej. W 1995 był liderem kampanii przed referendum w sprawie suwerenności Quebecu w 1995 grupującej ugrupowania politycznie nawołujące do głosowania przeciw secesji z Kanady.